# Elecciones legislativas de Colombia de 2026
Las elecciones legislativas de Colombia de 2026 se realizarán el domingo 8 de marzo. En ellas se eligirán a los miembros de ambas cámaras del Congreso de Colombia para el periodo 2026-2030.
En el Senado de la República se elegirá a 103 senadores, de los cuales 100 son de circunscripción nacional, dos de circunscripción especial indígena, y un senador que será el candidato a la Presidencia de la República que ocupe el segundo lugar de las elecciones presidenciales.
En la Cámara de Representantes se eligieran 183 parlamentarios, de los cuales 161 corresponden a los 32 departamentos y al Distrito Capital, dos por la circunscripción de las comunidades afrodescendientes, uno por la circunscripción de las comunidades indígenas, uno para los raizales de San Andrés y Providencia, y uno por la circunscripción internacional. El número de representantes se completará con dieciséis representantes de las víctimas del conflicto, y una última curul que se otorga a la fórmula vicepresidencial que ocupe el segundo lugar en las elecciones presidenciales.
En estas elecciones se suprimen los cinco escaños en ambas cámaras que el partido Comunes, heredero de las FARC, había obtenido tras los acuerdos de paz de 2016.

## Sistema electoral
En las elecciones legislativas de Colombia de 2026 podrán votar los ciudadanos desde los 18 años en el puesto de votación donde se encuentre registrado dentro del mismo municipio de residencia. Los miembros de la Fuerza Pública no pueden deliberar en la votación.
Para ser elegido senador debe ser colombiano de nacimiento, ciudadano en ejercicio y tener más de treinta años de edad en la fecha de la elección. Para ser elegido representante se debe ser ciudadano en ejercicio y tener más de veinticinco años de edad en la fecha de la elección.
De los 103 senadores, 100 son elegidos de la circunscripción nacional, 2 corresponden a la circunscripción especial por comunidades indígenas y 1 para el candidato presidencial que quede en segundo lugar en las elecciones presidenciales de Colombia de 2026.
Para la Cámara de Representantes cada departamento y el Distrito Capital tienen derecho a 2 curules y una más por cada 365 000 habitantes o fracción mayor de 182 500 que tengan en exceso sobre los primeros 365 000. En el caso del Archipiélago de San Andrés, Providencia y Santa Catalina, tienen una curul adicional correspondiente a la Comunidad Raizal. Sumado a lo anterior, se elegirá 2 por la circunscripción de las comunidades afrodescendientes, 1 por la circunscripción de las comunidades indígenas, 1 por la circunscripción internacional y 16 por las circunscripciones transitorias especiales para la paz y 1 para el candidato vicepresidencial que quede en segundo lugar en las elecciones presidenciales de Colombia de 2022.
Para la distribución de las 100 curules de la circunscripción nacional del Senado se usará el Sistema D'Hondt con las agrupaciónes políticas que superen la barrera electoral del 3 % de los votos válidos siendo estos los votos por alguna de las listas y los votos en blanco por esta circunscripción. Para el resto de circunscripciones también se realiza bajo el Sistema D'Hondt con la barrera electoral del 50% del cociente electoral definido como los votos válidos dividido en el número de curules a asignar.

## Distribución de escaños

### Senado de la República
| Circunscripción                                                      | Curules |
| -------------------------------------------------------------------- | ------- |
| Nacional                                                             | 100     |
| Indígena                                                             | 2       |
| Estatuto de la oposición (Segundo candidato presidencial más votado) | 1       |
| Total                                                                | 103     |

### Cámara de Representantes
| Circunscripción                                                          | Curules |
| ------------------------------------------------------------------------ | ------- |
| Territorial                                                              | 161     |
| Transitoria especial de paz                                              | 16      |
| Indígena                                                                 | 1       |
| Consejos comunitarios afrocolombianos                                    | 2       |
| Colombianos en exterior                                                  | 1       |
| Comunidad Raizal                                                         | 1       |
| Estatuto de la oposición (Segundo candidato vicepresidencial más votado) | 1       |
| Total                                                                    | 183     |

#### Representantes por territorio
| Circunscripción | Representantes | Mapa |
| --- | -------------- | ---- |
| Bogotá D. C. | 18             |      |
| Antioquia | 17             |      |
| Valle del Cauca | 13             |      |
| Atlántico, Cundinamarca y Santander                                                                                             | 7              |      |
| Bolívar, Boyacá y Tolima | 6              |      |
| Caldas, Córdoba, Magdalena, Nariño y Norte de Santander                                                                         | 5              |      |
| Cauca, Cesar, Huila y Risaralda                                                                                                 | 4              |      |
| Meta, Quindío, y Sucre | 3              |      |
| Amazonas, Arauca, Caquetá, Casanare, Chocó, Guainía, Guaviare, La Guajira, Putumayo, San Andrés y Providencia, Vaupés y Vichada | 2              |      |
| Consulados, Indígena, Comunidad Raizal, Estatuto de la oposición y Afrodescendientes                                            | 1              |      |